# K-433 Sviatoï Gueorgui Pobedonosets
Pour les articles homonymes, voir Georges le Victorieux.
Le K-433 puis K-433 Sviatoï Gueorgui Pobedonosets (en russe : К-433 « Святой Георгий Победоносец », littéralement « Saint-Georges le Victorieux ») est un sous-marin nucléaire lanceur d'engins du projet 667BDR « Kalmar » (code OTAN : classe Delta III) en service dans la Marine soviétique puis dans la Marine russe de 1980 a 2018.

## Service

### Service dans la Flotte du Nord

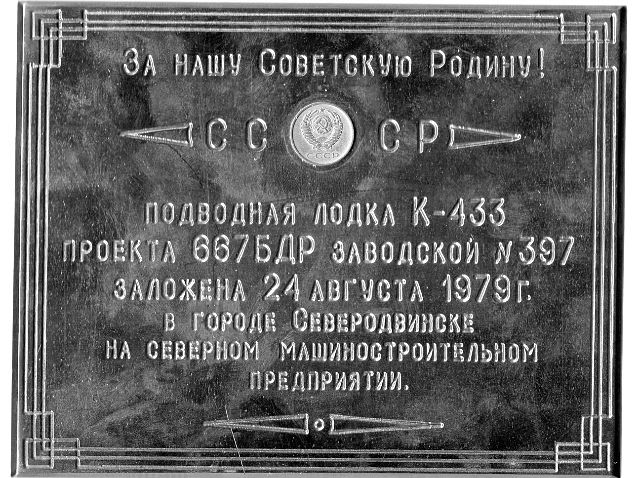
Plaque commémorative en l'honneur du К-433

Le 25 juillet 1977, le K-433 est classé en « croiseur sous-marin lance-missiles » (RPK). Sa quille est posée au chantier naval no 50 de la Sevmash à Severodvinsk le 24 août 1979, sous le numéro de coque 397. Son premier équipage est formé avec des marins appartenant à la 8e et à la 25e division de sous-marins de la 2e flottille de la Flotte du Pacifique en août 1978, le capitaine 2e rang Iouri Petrovitch Gladichev est désigné pour être son premier commandant. Il est alors affecté à la 331e brigade autonome des sous-marins en construction ou en réparations de la Flotte du Nord de la Marine soviétique.
Le sous-marin est mis à flot le 20 juin 1980 et il entre en service le 15 décembre de la même année. Le 31 décembre 1980, il affecté à la 13e division de sous-marins de la 3e flottille de la flotte du Nord, stationnée dans la baie d'Olenia. De juillet à septembre 1981, le K-433 est envoyé pour sa première mission opérationnelle en autonomie complète dans la mer du Groenland avec son premier équipage.

### Service dans la Flotte du Pacifique
D'août à octobre 1983, il transite de flotte du Nord à la flotte du Pacifique en empruntant la route nord, sous la banquise de l'océan Arctique, pendant la nuit polaire. Sous le commandement du capitaine de 1er rang Nikolaï Valeri Pavlovitch (capitaine en second V. M. Bousirev), il passe à proximité du pôle Nord. Coincé en plongée dans le canyon Herald (желобом Геральда) à proximité de l'île Wrangel, obstruée à deux reprises par des blocs de glace, il force le passage et parvient à rejoindre les eaux peu profondes de la mer des Tchouktches. Son kiosque est endommagé. Le 22 octobre ou le 3 novembre 1983, il est affecté à la 25e division de sous-marins de la 2e flottille de sous-marins stratégiques de la flotte du Pacifique, stationnée dans la baie de Kracheninnikov (Kamtchatka). Le 4 décembre 1984, le bâtiment et son équipage sont décorés du fanion du Ministre de la Défense « pour son courage et ses prouesses militaires ».
En 1991, alors qu'il se trouve à quai à Vilioutchinsk, le K-433 reçoit la visite du 10e Président du Soviet suprême de la RSFS de Russie Boris Eltsine.

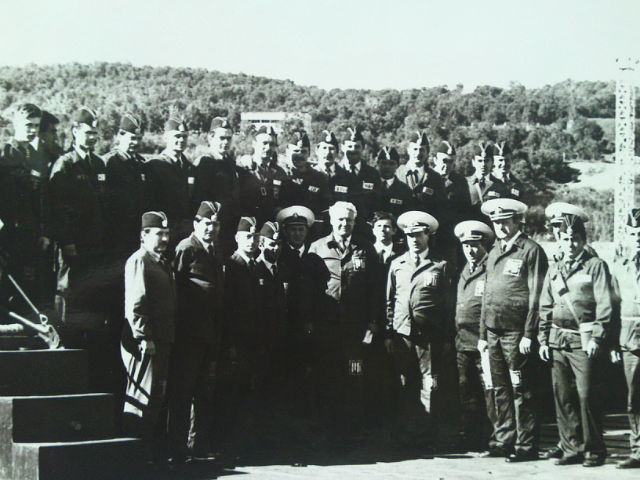
Boris Eltsine en compagnie de l’équipage du K-433

Le 3 juin 1992, le K-433 est reclassé en « croiseur nucléaire sous-marin stratégique » (APKSN). En octobre 1992 ou en février 1993, il est placé en IPER au chantier naval DVZ Zvezdochka de Bolchoï Kamen pour démantèlement. Le démantèlement est finalement annulé et décision est prise d'effectuer des réparations et modernisation pour allonger la durée de service du bâtiment de 10 ans. Finalement, le K-433 sera interrompue pendant 18 mois. Cette interruption de service s'achève en novembre 2003. Le 15 septembre 1998, il est renommé K-433 Sviatoï Gueorgui Pobedonosets (littéralement « Saint-Georges le Victorieux »), en l'honneur de saint Georges de Lydda, le saint patron de la Russie.
Du 14 juillet au mois d'août 2003, il procède à des essais en mer du Japon. Le 29 août son nouvel acte de recette est signé. En septembre, sous le commandement du capitaine de 1er rang V. Zykov, il rentre du Primorie au Kamtchatka. L'évêque de Petropavlovsk-Kamtchatski Ignace (ru) est présent à bord lors de cette mission après avoir reçu une autorisation spéciale du commandant de la marine russe. Pendant le voyage 11 marins reçoivent le baptême orthodoxe. En novembre, il est réaffecté à la 25e division de sous-marins de flotte du Pacifique.
En juin 2004, le K-433 est affecté à la 16e division de sous-marins nucléaires, stationnée à la base navale de Rybachi. Le 2 novembre, il procède au tir d'un missile balistique d'exercice RSM-54 vers le polygone de Koura au Kamtchatka. Le 30 septembre 2005, sous le commandement du capitaine de 1er rang Valeri Kravchenko, il effectue un nouveau tir de missile RSM-50 depuis la mer d'Okhotsk cette fois vers le polygone de Chija, sur la péninsule de Kanine en mer Blanche. En septembre 2006, il tire un missile RSM-50 depuis le Pacifique vers un polygone de Chija, au nord de la Russie. Tous ces tirs sont réussis.
Le 14 août 2008, le K-433 est placé en IPER au chantier Zvezda de Bolchoï Kamen. Le 25 septembre, alors que le bâtiment se trouve à quai à Vilioutchinsk, il reçoit la visite du président de la fédération de Russie et commandant suprême des forces armées, Dimitri Medvedev et du Ministre de la Défense Anatoli Serdioukov. Le président russe salue à cette occasion la performance de l'équipage et les qualités morales et psychologiques des sous-mariniers. Les 6 et 7 octobre 2009, le K-433 procède en compagnie du K-44 Riazan au lancement réussi d'un missile RSM-50 (RSM-54?) depuis la mer d'Okhotsk vers le polygone de Chija,.
Le 28 octobre 2010, le Sviatoï Gueorgui Pobedonosets effectue un nouveau tir de missile balistique intercontinental depuis la mer d'Okhotsk en direction du polygone de Chija dans la mer Blanche.
Le 22 septembre 2011, le K-433 Sviatoï Gueorgui Pobedonosets est percuté par le chalutier Donets alors qu'il était au mouillage dans la baie d'Avatcha. Sa coque externe est « légèrement endommagée » et il est contraint de passer sur dock à Vilioutchinsk pour réparations ,.
Le 19 octobre 2012, dans le cadre de l'entraînement des forces nucléaires stratégiques russes, il procède — sous le commandement du capitaine de 1er rang Sergueï Nemogouchego — au lancement réussi d'un missile balistique R-29R depuis la mer d'Okhotsk vers le polygone de Chija,. Une polémique sur un blog russe fait état de sérieuses limitations dans son emploi tant en plongée que pour la puissance de ses réacteurs. Ce même article aussi état d'une limite de service en 2005. Le 9 novembre, le K-433 est de retour à quai après une patrouille opérationnelle[réf. nécessaire].
Le 30 octobre 2013, le K-433 tire un missile R-29R depuis le Pacifique en direction du polygone de Chija depuis la mer d'Okhotsk alors qu'au même moment, le K-117 Briansk (du projet 667BDRM « Dolfin ») tirait un missile R-29RMU depuis la mer Blanche en direction du polygone de Koura, sur la péninsule du Kamtchatka. Le 4 novembre, le sous-marin regagne sa base après le tir de missile du 30 octobre.
Le 13 septembre 2014, il appareille pour participer à l'exercice Vostok 2014 (no).
Il est retiré du service en 2018.

## Commandants

### Premier équipage
- capitaine de 1er rang Iouri Petrovitch Gladichev (1978-1982)[11] ;
- capitaine de 1er rang Valeri P. Nikolaïevski (1982-1988) ;
- capitaine de 1er rang S.F. Rouzov (1988-1990) ;
- capitaine de 1er rang V. N. Jouravlov (1990-1993) ;
- capitaine de 1er rang V. V. Zykov ;
- capitaine de 1er rang V. I. Kravchenko.

### Deuxième équipage
- capitaine de 1er rang V .S. Frolov ;
- capitaine de 1er rang Evgueni P. Lioutov ;
- capitaine de 1er rang S. P. Maksimov ;
- capitaine de 1er rang A. A. Gladki ;
- capitaine de 1er rang M. N. Zikounov ;
- capitaine de 1er rang R. N. Badtrdinov ;
- capitaine de 1er rang A. A. Gridtchine.

## Galerie

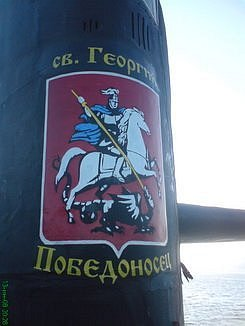
Vue du kiosque du К-433
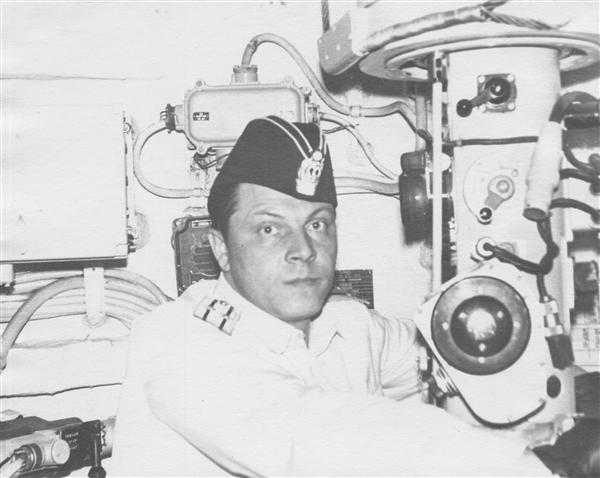
Le premier commandant du K-433, le capitaine Iouri Petrovitch Gladichev
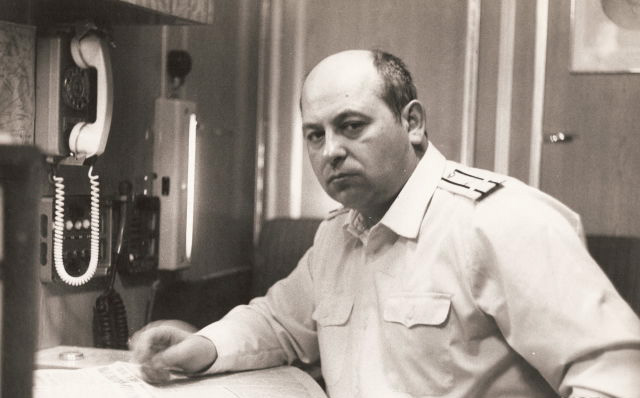
Le commandant du K-433, le capitaine Valeri Nikolaïev
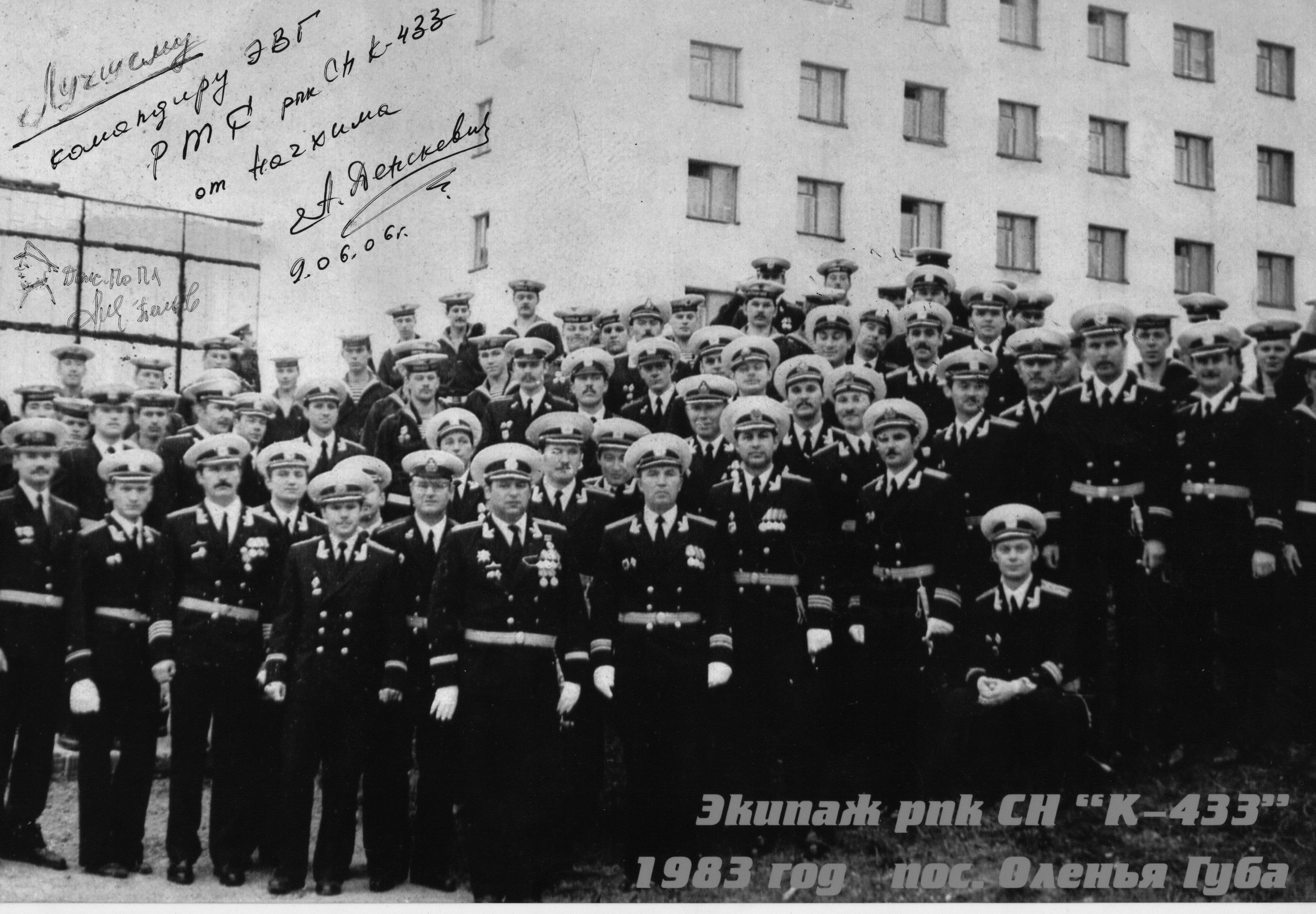
L 1er équipage du K-433, baie d'Olenia (1983)
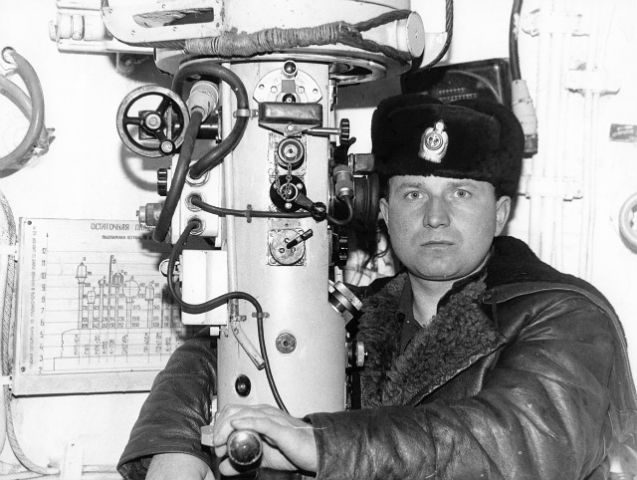
Le commandant du K-433, le capitaine Vladimir Jouravlev
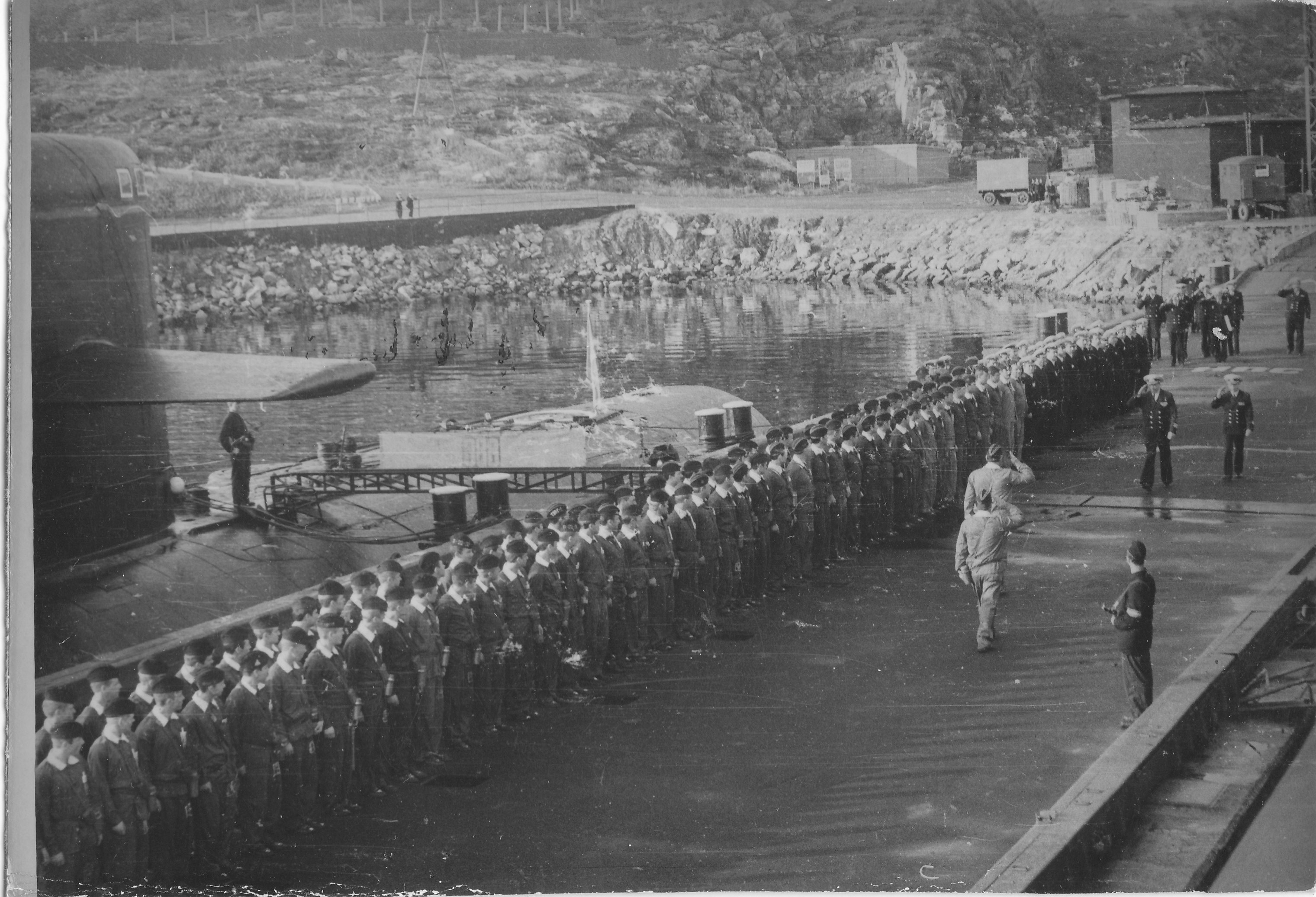
L'équipage avant le départ pour le Kamtchatka (Baie d'Olenia, juillet 1983)
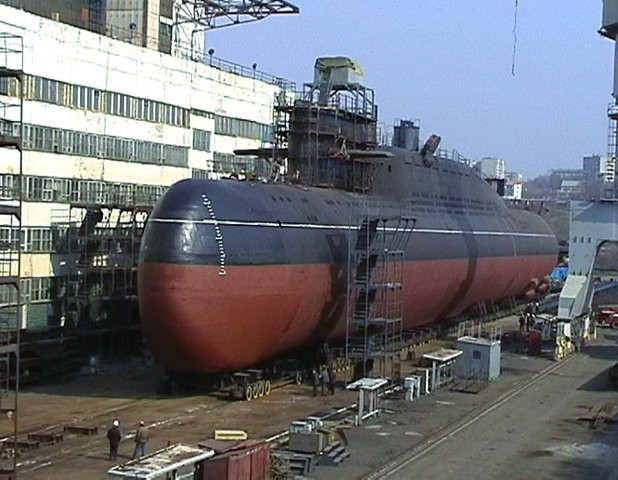
Le К-433 en réparations à Bolchoï Kamen
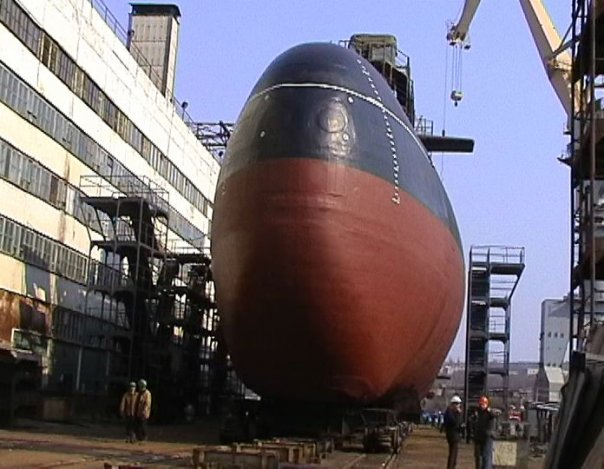
Le К-433 en réparations à Bolchoï Kamen
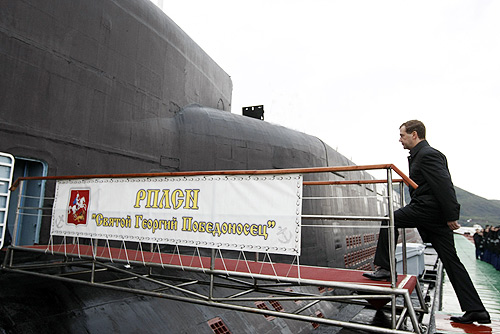
Dimitri Medvedev en visite à bord
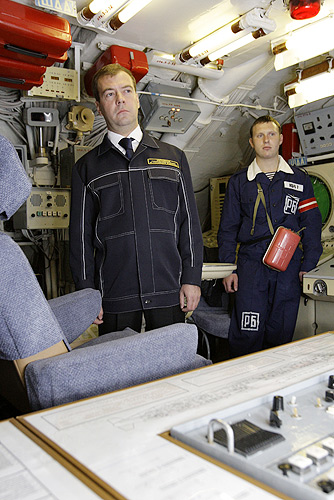
Dimitri Medvedev au poste de commandement du К-433
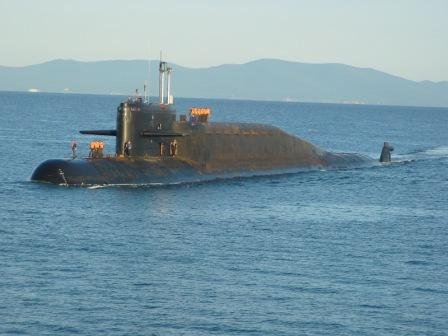
К-433.
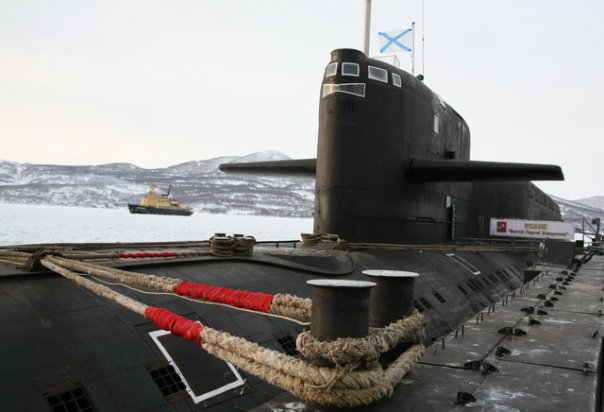
A quai.
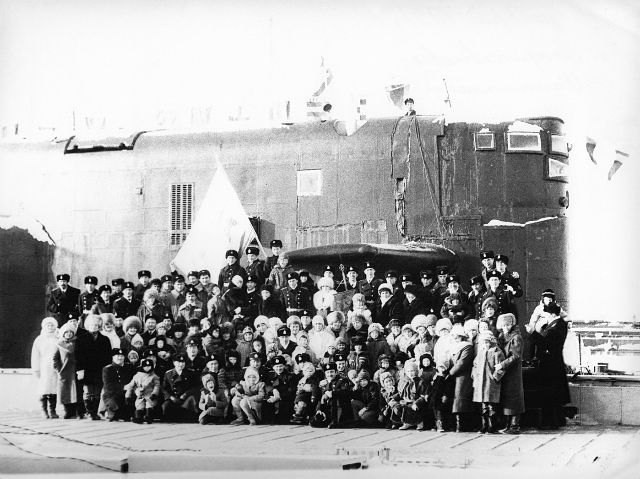